# Nederlandse kampioenschappen schaatsen neo-senioren
De Nederlandse kampioenschappen schaatsen neo-senioren worden sinds 1990 jaarlijks gehouden voor schaatsen in de eerste vier jaar van hun seniorentijd. De opzet is in loop der jaren enige keren gewijzigd. Soms vielen de kampioenschappen samen met delen van de Nederlandse kampioenschappen schaatsen junioren. Het NK afstanden voor neo-senioren wordt de laatste jaren gecombineerd met de finale van de Holland Cup.

## Allround

### Mannen
Verreden over kleine vierkamp (500, 3000, 1500 en 5000 meter).
| Jaar       | Datum               | Plaats            | Goud                 | Zilver             | Brons                | Klassement        | Link              |
| 1959- 1964 | niet op programma   | niet op programma | niet op programma    | niet op programma  | niet op programma    | niet op programma | niet op programma |
| 1990       |                     | Groningen         | Rintje Ritsma        | Cor Jan Smulders   | Roy Cazemier         | Kleine vierkamp   |                   |
| 1991       | 16/17 februari      | Heerenveen        | Rintje Ritsma        | Dennis Duba        | Marnix ten Kortenaar | Kleine vierkamp   | [ 1 ]             |
| 1992       |                     | Heerenveen        | Arjan Schreuder      | Arjan Ottens       | Dennis Duba          | Kleine vierkamp   |                   |
| 1993       |                     | Heerenveen        | Arjan Schreuder      | Marco Groeneveld   | Jeroen Straathof     | Kleine vierkamp   |                   |
| 1994       | 11/13 februari      | Groningen         | Ids Postma           | Gianni Romme       | Jan Maarten Heideman | Kleine vierkamp   |                   |
| 1995       | 10/12 februari      | Groningen         | Martin Hersman       | Marco Kramer       | Patrick van Falier   | Kleine vierkamp   |                   |
| 1996       | 23/25 februari      | Groningen         | Carl Verheijen       | Emiel Kluin        | Brigt Rykkje         | Kleine vierkamp   |                   |
| 1997       |                     | Heerenveen        | Hans Klein-Hesselink | Berry Rohling      | Ralf van der Rijst   | Kleine vierkamp   |                   |
| 1998       | 13/15 februari      | Den Haag          | Jelmer Beulenkamp    | Jochem Uytdehaage  | Jan Nijboer          | Kleine vierkamp   |                   |
| 1999       | 29/31 januari       | Utrecht           | Sicco Janmaat        | André Vreugdenhil  | Bjarne Rykkje        | Kleine vierkamp   |                   |
| 2000       | 28/30 januari       | Groningen         | Mark Tuitert         | Dennis van der Gun | Jarno Meijer         | Kleine vierkamp   | [ 2 ]             |
| 2001       | 09/11 februari      | Utrecht           | Kees de Ruyter       | Alexander Oltrop   | Bastiaan Krul        | Kleine vierkamp   | [ 3 ]             |
| 2002       | 15/17 februari      | Assen             | Jacques de Koning    | Stefan Groothuis   | Auke Kranenborg      | Kleine vierkamp   | [ 4 ]             |
| 2003       | 31 jan./02 februari | Den Haag          | Tom Prinsen          | Simon Kuipers      | Remmelt Eldering     | Kleine vierkamp   | [ 5 ]             |
| 2004       | 30 jan./01 februari | Alkmaar           | Rhian Ket            | Stefan Verlaan     | Eelco Bakermans      | Kleine vierkamp   | [ 6 ]             |
| 2005       | 04/06 februari      | Assen             | Rhian Ket            | Frank Vreugdenhil  | Lars Elgersma        | Kleine vierkamp   | [ 7 ]             |
| 2006       | 24/26 februari      | Groningen         | Rhian Ket            | Ben Jongejan       | Michael Kaatee       | Kleine vierkamp   | [ 8 ]             |
| 2007       | 02/04 februari      | Utrecht           | Ben Jongejan         | Huub van der Wart  | Elwin Hulsink        | Kleine vierkamp   | [ 9 ]             |
| 2008       | 01/03 februari      | Groningen         | Michael Kaatee       | Tim Roelofsen      | Frank Vreugdenhil    | Kleine vierkamp   | [ 10 ]            |

In 2009 is het Nederlands kampioenschap neo-senioren allround vervangen door het Nederlands kampioenschap neo-senioren afstanden.

### Vrouwen
Van 2005 tot en met 2008 verreden over de kleine vierkamp (500, 3000, 1500 en 5000 meter). Tot en met 2004 verreden over de minivierkamp (500, 1500, 1000 en 3000 meter).
| Jaar       | Datum               | Plaats            | Goud                | Zilver               | Brons                | Klassement        | Link              |
| 1959- 1964 | niet op programma   | niet op programma | niet op programma   | niet op programma    | niet op programma    | niet op programma | niet op programma |
| 1990       |                     | Groningen         | Carla Zijlstra      | Indra Arendz         | Janine Koudenburg    | Minivierkamp      |                   |
| 1991       | 16/17 februari      | Heerenveen        | Sandra Zwolle       | Gonnie Brunia        | Manuela Ossendrijver | Minivierkamp      | [ 1 ]             |
| 1992       |                     | Heerenveen        | Annamarie Thomas    | Coriene Pot          | Monique Cammeraat    | Minivierkamp      |                   |
| 1993       |                     | Heerenveen        | Annamarie Thomas    | Marion van Zuilen    | Monique Cammeraat    | Minivierkamp      |                   |
| 1994       | 11/13 februari      | Groningen         | Barbara de Loor     | Colette Zee          | Ellen Linnenbank     | Minivierkamp      |                   |
| 1995       | 10/12 februari      | Groningen         | Sandra ‘t Hart      | Andrea Nuyt          | Jenita Smit          | Minivierkamp      |                   |
| 1996       | 23/25 februari      | Groningen         | Marianne Timmer     | Marieke Wijsman      | Sandra ’t Hart       | Minivierkamp      |                   |
| 1997       |                     | Heerenveen        | Renate Groenewold   | Frouke Oonk          | Marja Vis            | Minivierkamp      |                   |
| 1998       | 13/15 februari      | Den Haag          | Frouke Oonk         | Judith Straathof     | Marja Vis            | Minivierkamp      |                   |
| 1999       | 29/31 januari       | Utrecht           | Judith Straathof    | Carien Kleibeuker    | Christine Heins      | Minivierkamp      |                   |
| 2000       | 28/30 januari       | Groningen         | Christine Heins     | Irene Visser         | Angela de Graaf      | Minivierkamp      | [ 2 ]             |
| 2001       | 09/11 februari      | Utrecht           | Helen van Goozen    | Paulien van Deutekom | Linda Smink          | Minivierkamp      | [ 3 ]             |
| 2002       | 15/17 februari      | Assen             | Wieteke Cramer      | Helen van Goozen     | Els Murris           | Minivierkamp      | [ 4 ]             |
| 2003       | 31 jan./02 februari | Den Haag          | Elma de Vries       | Els Murris           | Rixt Meijer          | Minivierkamp      | [ 5 ]             |
| 2004       | 30 jan./01 februari | Alkmaar           | Willeke van Benthem | Elma de Vries        | Moniek Kleinsman     | Minivierkamp      | [ 6 ]             |
| 2005       | 04/06 februari      | Assen             | Jorien Voorhuis     | Kinge Pricker        | Rixt Meijer          | Kleine vierkamp   | [ 7 ]             |
| 2006       | 24/26 februari      | Groningen         | Jorien Voorhuis     | Tessa van Dijk       | Marleen Geuzendam    | Kleine vierkamp   | [ 8 ]             |
| 2007       | 02/04 februari      | Utrecht           | Diane Valkenburg    | Janneke Ensing       | Linda Bouwens        | Kleine vierkamp   | [ 9 ]             |
| 2008       | 01/03 februari      | Groningen         | Sanne Delfgou       | Ingeborg Kroon       | Janneke Ensing       | Kleine vierkamp   | [ 10 ]            |

In 2009 is het Nederlands kampioenschap neo-senioren allround vervangen door het Nederlands kampioenschap neo-senioren afstanden.

## Afstanden

### 500 meter
| Jaar | Datum                           | Plaats                          | Mannen                          | Vrouwen                         | Link                            |
| ---- | ------------------------------- | ------------------------------- | ------------------------------- | ------------------------------- | ------------------------------- |
| 2010 | 19/21 maart                     | Hoorn                           | Jesper Hospes                   | Natasja Bruintjes               | [ 11 ]                          |
| 2011 | 11/13 maart                     | Utrecht                         | Hein Otterspeer                 | Mayon Kuipers                   | [ 12 ]                          |
| 2012 | 09/11 maart                     | Breda                           | Lucas van Alphen                | Janine Smit                     | [ 13 ]                          |
| 2013 | 08/10 maart                     | Groningen                       | Lieuwe Mulder                   | Janine Smit                     | [ 14 ]                          |
| 2015 | 06/08 maart                     | Den Haag                        | Dai Dai Ntab                    | Letitia de Jong                 |                                 |
| 2016 | 11/13 maart                     | Enschede                        | Dai Dai Ntab                    | Letitia de Jong                 | [ 15 ]                          |
| 2017 | 10/12 maart                     | Alkmaar                         | Lennart Velema                  | Dione Voskamp                   | [ 16 ] [ 17 ]                   |
| 2018 | 03/04 maart                     | Breda                           | Thijs Govers                    | Dione Voskamp                   | [ 18 ] [ 19 ]                   |
| 2019 | 02/03 maart                     | Deventer                        | Tijmen Snel                     | Dione Voskamp                   | [ 20 ]                          |
| 2020 | 29 feb./01 maart                | Enschede                        | Janno Botman                    | Dione Voskamp                   | [ 21 ]                          |
| 2021 | Afgelast vanwege coronapandemie | Afgelast vanwege coronapandemie | Afgelast vanwege coronapandemie | Afgelast vanwege coronapandemie | Afgelast vanwege coronapandemie |
| 2022 | 05/06 maart                     | Enschede                        | Janno Botman                    | Isabel Grevelt                  | [ 23 ]                          |
| 2023 | 04/05 maart                     | Enschede                        | Stefan Westenbroek              | Maud Lugters                    | [ 24 ]                          |

### 1000 meter
| Jaar | Datum                           | Plaats                          | Mannen                          | Vrouwen                         | Link                            |
| ---- | ------------------------------- | ------------------------------- | ------------------------------- | ------------------------------- | ------------------------------- |
| 2010 | 19/21 maart                     | Hoorn                           | Pim Schipper                    | Natasja Bruintjes               | [ 11 ]                          |
| 2011 | 11/13 maart                     | Utrecht                         | Pim Schipper                    | Natasja Bruintjes               | [ 12 ]                          |
| 2012 | 09/11 maart                     | Breda                           | Lucas van Alphen                | Lotte van Beek                  | [ 13 ]                          |
| 2013 | 08/10 maart                     | Groningen                       | Lieuwe Mulder                   | Irene Schouten                  | [ 14 ]                          |
| 2014 | 28 feb./02 maart                | Enschede                        | Alexander van Hasselt           | Marjanne Timmer                 | [ 26 ]                          |
| 2015 | 06/08 maart                     | Den Haag                        | Kai Verbij                      | Letitia de Jong                 |                                 |
| 2016 | 11/13 maart                     | Enschede                        | Martijn van Oosten              | Letitia de Jong                 | [ 15 ]                          |
| 2017 | 10/12 maart                     | Alkmaar                         | Lennart Velema                  | Leeyen Harteveld                | [ 16 ] [ 17 ]                   |
| 2018 | 03/04 maart                     | Breda                           | Wesly Dijs                      | Leeyen Harteveld                | [ 18 ] [ 19 ]                   |
| 2019 | 02/03 maart                     | Deventer                        | Tijmen Snel                     | Elisa Dul                       | [ 20 ]                          |
| 2020 | 29 feb./01 maart                | Enschede                        | Janno Botman                    | Elisa Dul                       | [ 21 ]                          |
| 2021 | Afgelast vanwege coronapandemie | Afgelast vanwege coronapandemie | Afgelast vanwege coronapandemie | Afgelast vanwege coronapandemie | Afgelast vanwege coronapandemie |
| 2022 | 05/06 maart                     | Enschede                        | Tjerk de Boer                   | Isabel Grevelt                  | [ 23 ]                          |
| 2023 | 04/05 maart                     | Enschede                        | Joep Wennemars                  | Isabel Grevelt                  | [ 24 ]                          |

### 1500 meter
| Jaar | Datum                           | Plaats                          | Mannen                          | Vrouwen                         | Link                            |
| ---- | ------------------------------- | ------------------------------- | ------------------------------- | ------------------------------- | ------------------------------- |
| 2010 | 19/21 maart                     | Hoorn                           | Tim Roelofsen                   | Marrit Leenstra                 | [ 11 ]                          |
| 2011 | 11/13 maart                     | Utrecht                         | Renz Rotteveel                  | Ingeborg Kroon                  | [ 12 ]                          |
| 2012 | 09/11 maart                     | Breda                           | Frank Hermans                   | Yvonne Nauta                    | [ 13 ]                          |
| 2013 | 08/10 maart                     | Groningen                       | Jos de Vos                      | Irene Schouten                  | [ 14 ]                          |
| 2014 | 28 feb./02 maart                | Enschede                        | Alexander van Hasselt           | Letitia de Jong                 | [ 26 ]                          |
| 2015 | 06/08 maart                     | Den Haag                        | Thomas Krol                     | Letitia de Jong                 |                                 |
| 2016 | 11/13 maart                     | Enschede                        | Martijn van Oosten              | Melissa Wijfje                  | [ 15 ]                          |
| 2017 | 10/12 maart                     | Alkmaar                         | Lennart Velema                  | Reina Anema                     | [ 16 ] [ 17 ]                   |
| 2018 | 03/04 maart                     | Breda                           | Wesly Dijs                      | Sanne in 't Hof                 | [ 18 ] [ 19 ]                   |
| 2019 | 02/03 maart                     | Deventer                        | Louis Hollaar                   | Elisa Dul                       | [ 20 ]                          |
| 2020 | 29 feb./01 maart                | Enschede                        | Tijmen Snel                     | Elisa Dul                       | [ 21 ]                          |
| 2021 | Afgelast vanwege coronapandemie | Afgelast vanwege coronapandemie | Afgelast vanwege coronapandemie | Afgelast vanwege coronapandemie | Afgelast vanwege coronapandemie |
| 2022 | 05/06 maart                     | Enschede                        | Tjerk de Boer                   | Marijke Groenewoud              | [ 23 ]                          |
| 2023 | 04/05 maart                     | Enschede                        | Joep Wennemars                  | Myrthe de Boer                  | [ 24 ]                          |

### 3000 meter
De 3000 meter staat niet op het programma voor de mannen neo-senioren.
| Jaar | Datum                           | Plaats                          | Vrouwen                         | Link                            |
| ---- | ------------------------------- | ------------------------------- | ------------------------------- | ------------------------------- |
| 2010 | 19/21 maart                     | Hoorn                           | Marrit Leenstra                 | [ 11 ]                          |
| 2011 | 11/13 maart                     | Utrecht                         | Yvonne Nauta                    | [ 12 ]                          |
| 2012 | 09/11 maart                     | Breda                           | Yvonne Nauta                    | [ 13 ]                          |
| 2013 | 08/10 maart                     | Groningen                       | Yvonne Nauta                    | [ 14 ]                          |
| 2014 | 28 feb./02 maart                | Enschede                        | Ineke Dedden                    | [ 26 ]                          |
| 2015 | 06/08 maart                     | Den Haag                        | Irene Schouten                  |                                 |
| 2016 | 11/13 maart                     | Enschede                        | Melissa Wijfje                  | [ 15 ]                          |
| 2017 | 10/12 maart                     | Alkmaar                         | Reina Anema                     | [ 16 ] [ 17 ]                   |
| 2018 | 03/04 maart                     | Breda                           | Sanne in 't Hof                 | [ 18 ] [ 19 ]                   |
| 2019 | 02/03 maart                     | Deventer                        | Sanne in 't Hof                 | [ 20 ]                          |
| 2020 | 29 feb./01 maart                | Enschede                        | Esther Kiel                     | [ 21 ]                          |
| 2021 | Afgelast vanwege coronapandemie | Afgelast vanwege coronapandemie | Afgelast vanwege coronapandemie | Afgelast vanwege coronapandemie |
| 2022 | 05/06 maart                     | Enschede                        | Gioya Lancee                    | [ 23 ]                          |
| 2023 | 04/05 maart                     | Enschede                        | Evelien Vijn                    | [ 24 ]                          |

### 5000 meter
| Jaar | Datum                           | Plaats                          | Mannen                          | Vrouwen                         | Link                            |
| ---- | ------------------------------- | ------------------------------- | ------------------------------- | ------------------------------- | ------------------------------- |
| 2010 | 19/21 maart                     | Hoorn                           | Renz Rotteveel                  | Carlijn Achtereekte             | [ 11 ]                          |
| 2011 | 11/13 maart                     | Utrecht                         | Renz Rotteveel                  | Yvonne Nauta                    | [ 12 ]                          |
| 2012 | 09/11 maart                     | Breda                           | Renz Rotteveel                  | Yvonne Nauta                    | [ 13 ]                          |
| 2013 | 08/10 maart                     | Groningen                       | Pim Cazemier                    | Yvonne Nauta                    | [ 14 ]                          |
| 2014 | 28 feb./02 maart                | Enschede                        | Robin Snoek                     | Ineke Dedden                    | [ 26 ]                          |
| 2015 | 06/08 maart                     | Den Haag                        | Evert Hoolwerf                  | Lisa van der Geest              |                                 |
| 2016 | 11/13 maart                     | Enschede                        | Mats Stoltenborg                | Esmee Visser                    | [ 15 ]                          |
| 2017 | 10/12 maart                     | Alkmaar                         | Remco Schouten                  | Reina Anema                     | [ 16 ] [ 17 ]                   |
| 2018 | 03/04 maart                     | Breda                           | Marwin Talsma                   | niet op programma               | [ 18 ] [ 19 ]                   |
| 2019 | 02/03 maart                     | Deventer                        | Marwin Talsma                   | niet op programma               | [ 20 ]                          |
| 2020 | 29 feb./01 maart                | Enschede                        | Marwin Talsma                   | niet op programma               | [ 21 ]                          |
| 2021 | Afgelast vanwege coronapandemie | Afgelast vanwege coronapandemie | Afgelast vanwege coronapandemie | Afgelast vanwege coronapandemie | Afgelast vanwege coronapandemie |
| 2022 | 05/06 maart                     | Enschede                        | Jordy van Workum                | niet op programma               | [ 23 ]                          |
| 2023 | 04/05 maart                     | Enschede                        | Beau Snellink                   | niet op programma               | [ 24 ]                          |

### 10.000 meter
De 10.000 meter stond in 2017 voor het laatst op het programma voor de mannen neo-senioren.
| Jaar | Datum                           | Plaats                          | Mannen                          | Link                            |
| ---- | ------------------------------- | ------------------------------- | ------------------------------- | ------------------------------- |
| 2010 | 19/21 maart                     | Hoorn                           | Renz Rotteveel                  | [ 11 ]                          |
| 2011 | 11/13 maart                     | Utrecht                         | Thom van Beek                   | [ 12 ]                          |
| 2012 | 09/11 maart                     | Breda                           | Frank Hermans                   | [ 13 ]                          |
| 2013 | 08/10 maart                     | Groningen                       | Jos de Vos                      | [ 14 ]                          |
| 2014 | 28 feb./02 maart                | Enschede                        | Robin Snoek                     | [ 26 ]                          |
| 2015 | 06/08 maart                     | Den Haag                        | Evert Hoolwerf                  |                                 |
| 2016 | 11/13 maart                     | Enschede                        | Mats Stoltenborg                | [ 15 ]                          |
| 2017 | 10/12 maart                     | Alkmaar                         | Remco Schouten                  | [ 16 ] [ 17 ]                   |
| 2018 | 03/04 maart                     | Breda                           | niet op programma               | [ 18 ] [ 19 ]                   |
| 2019 | 02/03 maart                     | Deventer                        | niet op programma               | [ 20 ]                          |
| 2020 | 29 feb./01 maart                | Enschede                        | niet op programma               | [ 21 ]                          |
| 2021 | Afgelast vanwege coronapandemie | Afgelast vanwege coronapandemie | Afgelast vanwege coronapandemie | Afgelast vanwege coronapandemie |